# 殺嬰 (動物學)
在動物中，殺嬰（英語：Infanticide）涉及同一物種的年長個體殺死幼小後代。 也有對於卵的類似破壞（英語：Ovicide）。在整個動物界的許多物種中，都觀察到這類做法，特別是靈長目動物，但也包括微型輪蟲、昆蟲、魚類、兩棲類、鳥類和其他哺乳動物物種。
由性衝突引起的殺嬰的一般情況，是兇手（通常屬雄性）成為受害者父母的新交配對象。 這代表兇手的適應度增加，而被殺後代的父母的適應度下降。這是性別間的「演化鬥爭」，其中受害者性別可能會產生反適應，從而降低這種做法的成功率。

## 參见
- 人類的殺嬰行為
- 性食同類
- 動物行為學